# صائد العناكب
صائد العناكب (الاسم العلمي: Arachnothera)، جنس طير من رتبة الجواثم وفصيلة التمير. يحتوي على ثلاثة عشر نوعا وتوجد في غابات جنوب آسيا وجنوب شرق آسيا. قوتها الرحيق وبعض المفصليات.